# Myrcia directa
Myrcia directa är en myrtenväxtart som beskrevs av Mcvaugh. Myrcia directa ingår i släktet Myrcia och familjen myrtenväxter.
Artens utbredningsområde är Peru. Inga underarter finns listade i Catalogue of Life.